# Жденівка

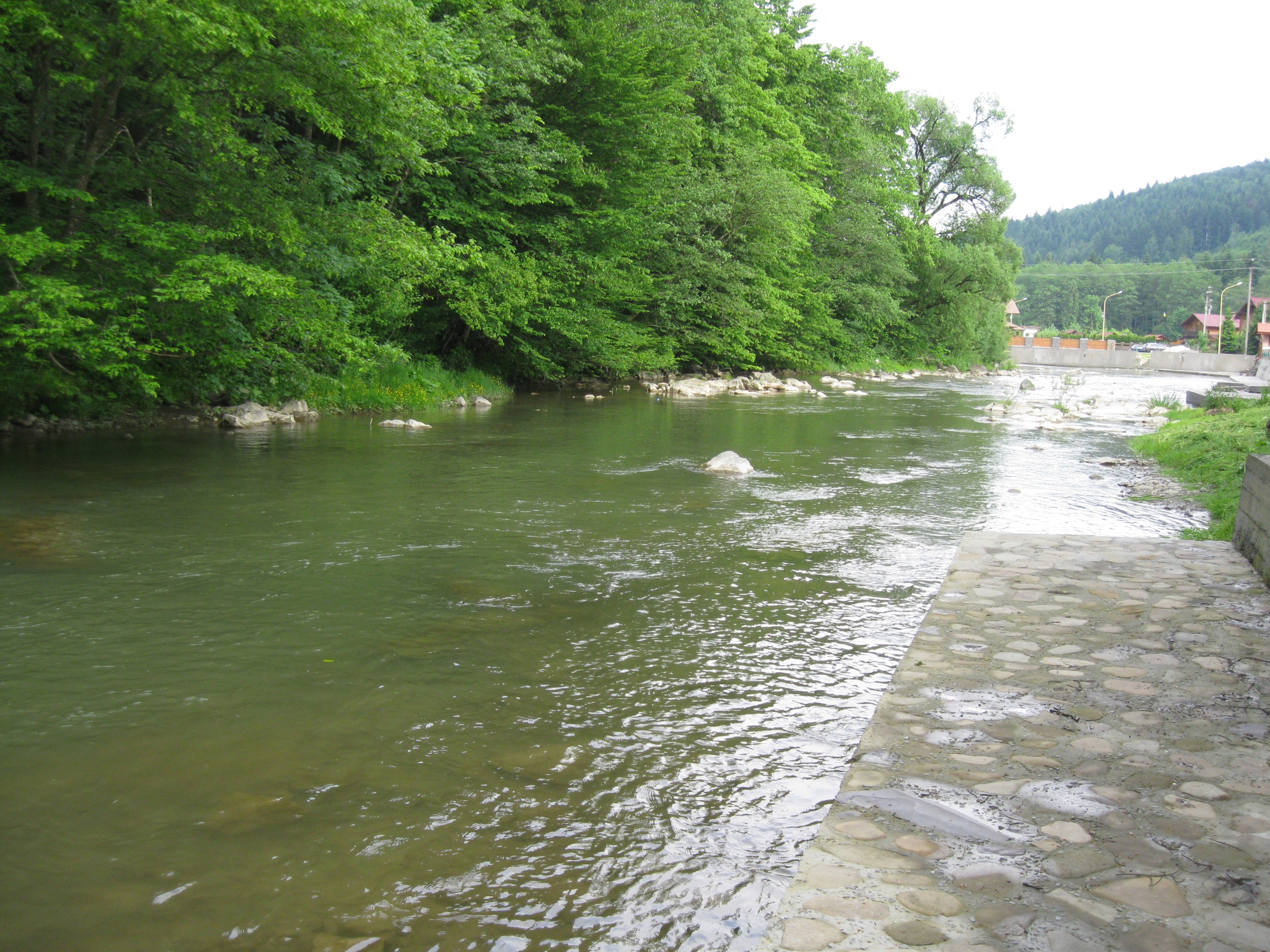
Жденівка у селищі Жденієво

Жде́нівка — річка в Україні, в межах Воловецького району Закарпатської області. Права притока Латориці (басейн Дунаю).

## Опис
Довжина 25 км. Площа водозбірного басейну 150 км². Похил річки 20 м/км. Долина V-подібна, завширшки 50—200 м, до 400 м (у нижній течії). Річище слабозвивисте, завширшки 6—10 м, до 32 м. Трапляються порожисті ділянки, є острови. Використовується на водопостачання.

## Розташування
Бере початок на південно-західний схилах Вододільного хребта, на північ від села Розтоки. Тече переважно на південний схід. Впадає до Латориці в селі Підполоззя.
Притоки: Пашківський, Паражена (праві); Кочилівський потік (ліва).
- У нижній течії на лівобережжі річки розташована комплексна пам'ятка природи — гора Високий Камінь.
- У смт Жденієво при річці розташований ботанічний заказник «Бузок».